# Satoshi Mashimo
Satoshi Mashimo (真下 佐登史 Mashimo Satoshi?,  nacido el 6 de marzo de 1974 en Isesaki, Gunma) es un exfutbolista japonés. Jugaba de delantero y su último club fue el Tonan SC de Japón.

## Trayectoria

### Clubes
| Club              | País  | Año         |
| ----------------- | ----- | ----------- |
| Montedio Yamagata | Japón | 1996 - 2000 |
| Tonan SC          | Japón | 2001 - 2002 |